# إيهود غولدفاسر وإلداد ريغف

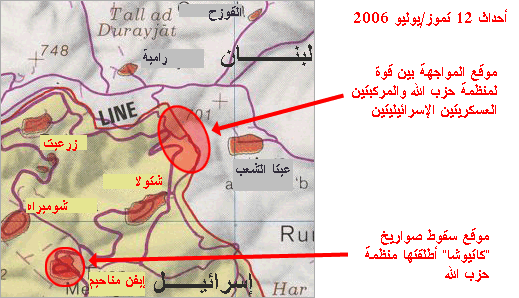
خارطة موقع الاختطاف

إيهود غولدفاسر (بالعبرية: אלדד רגב‏) وإلداد ريغف كانا جنديا احتياط في الجيش الإسرائيلي قتلا في تاريخ 12 يوليو 2006، في هجوم نفذتها منظمة حزب الله اللبنانية، عندما كانا مجندين في قوة راقبت الحدود اللبنانية الإسرائيلية في منطقة الجليل الأعلى، قرب قريتي زرعيت وشتولا الإسرائيلية المجاورة للحدود. خطفت قوة حزب الله المهاجمة جثتي غولدفاسر وريغف ورفضت منظمة حزب الله الإعلان عن مصرعهما، حيث أعتبرا أسيران لمدة سنتين تقريبا، ثم أعيدت جثتيهما إلى إسرائيل في صفقة تبادل الأسرى تم تنفيذها في 16 يوليو 2008.
في 12 تموز/يوليو 2006 قام حزب الله بقصف عدد من البلدات الإسرائيلية الواقعة قرب الحدود مما أدى إلى إصابة 11 عسكريا إسرائيليا وعدد من المدنيين الإسرائيليين بجروح. ثم اجتاحت مجموعة من حزب الله الحدود ودخلت في الأراضي الإسرائيلية حيث هاجمت مركبتين عسكريتين إسرائيليتين من الدورية المراقبة للحدود. أسفر الهجوم عن مقتل 5 جنود إسرائيليين من مسافري المركبتين وخطف جثتي اثنين من القتلى - غولدفاسر وريغف. في اليوم التالي شنت إسرائيل هجوماً جوياً على مواقع مختلفة في لبنان وفرضت حصاراً بحرياً وجوياً عليه حيث بدأت بما يسمى ب«حرب تموز» أو «الحرب الإسرائيلية على لبنان».

## إيهود غولدفاسر
إيهود غولدفاسر أو أودي غولدفاسر (بالعبرية: אהוד גולדווסר أو אודי גולדווסר) ولد في 18 يوليو 1975 بمدينة نهاريا لوالديه شلومو وميكي غولدفاسر، وهو الأكبر بين أبنائهم الثلاثة. في 14 تشرين الأول/أكتوبر تزوج من كارنيت، وهي اليوم المتحدثة الرئيسية في الحملة الإعلامية من أجل تحريره. قضى غولدفاسر خدمته العسكرية الإلزامية في سرية «غيفعاتي» وبعد تسريحه سافر إلى أستراليا لمدة نصف سنة. بعد رجوعه تعلم هندسة البيئة في «التخنيون» بمدينة حيفا وحاز على مرتبة بكالوريوس. من هواياته التصوير والإبحار.

## إلداد ريغف
إلداد ريغف (بالعبرية: אלדד רגב) ولد في سنة 1980 في كريات موتسكين قرب مدينة حيفا لوالديه تسفي وطوفا ريغف، وله شقيقين. توفيت أمه من مرض السرطان عندما كان في ال18 من عمره. تلقى ريغف التعليم اليهودي الديني في مدرسة ثانوية دينية بكريات موتسكين. قضى خدمته العسكرية الإلزامية في سرية «غولاني» وبعد تسريحه استعد للدراسة في كلية الحقوق التابعة لجامعة بار إيلان بمدينة رمات غان.